# 莫库尔 (索姆省)
莫库尔（法語：Maucourt，法語發音：[mokuʁ]）是法国上法蘭西大區索姆省的一个市镇，属于蒙迪迪耶区。

## 地理
莫库尔（49°47'38"N, 2°45'16"E）面积3.68 平方千米，位于法国上法蘭西大區索姆省，该省份为法国北部沿海省份，北起加来海峡省和北部省，西接滨海塞纳省和大西洋英吉利海峡，南至瓦兹省，东临埃纳省。
与莫库尔接壤的市镇（或旧市镇、城区）包括：希利、富克库尔、利翁斯、梅阿里库尔。

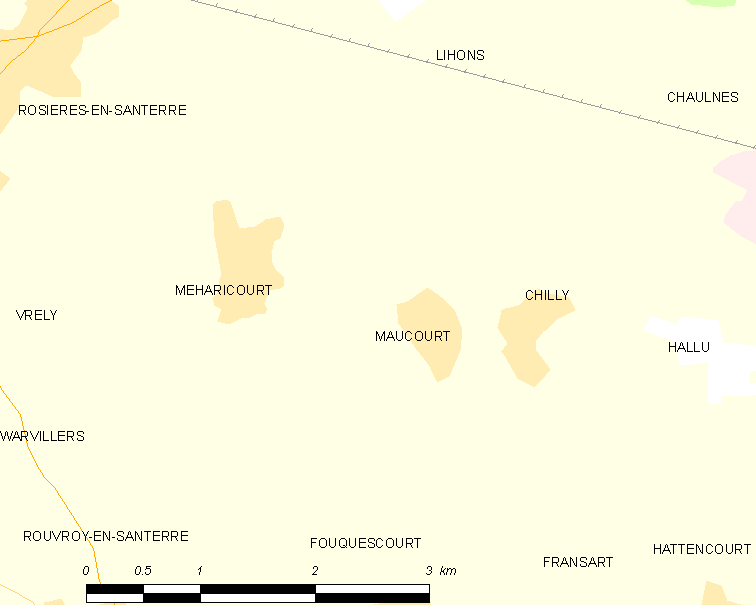
的OSM定位图

莫库尔的时区为UTC+01:00、UTC+02:00（夏令时）。

## 行政
莫库尔的邮政编码为80170，INSEE市镇编码为80520。

## 政治
莫库尔所属的省级选区为莫勒伊县。

## 人口

1962-2008年间人口变化图示

莫库尔于2022年1月1日时的人口数量为202人。